# Planète extragalactique
Ne doit pas être confondu avec Planète intergalactique.
Une planète extragalactique (en anglais : extragalactic planet) est une planète extrasolaire n'appartenant pas à la Voie lactée (notre galaxie). En raison des immenses distances considérées, leur détection s'avère extrêmement difficile.

## Planètes candidates

### PA-99-N2 b
PA-99-N2 b est une éventuelle planète extragalactique en orbite autour de l'étoile PA-99-N2 dans la galaxie d'Andromède.
Sa découverte a été annoncée en 2009.
La masse de PA-99-N2 b est estimée à 6,34 masses joviennes.
Elle a été découverte en utilisant une microlentille gravitationnelle qui a détecté une exoplanète dans la Galaxie d'Andromède, galaxie non satellite la plus proche de nous. L'optique a révélé une planète de 6 ou 7 fois la masse de Jupiter. Ce fut la première annonce pour cette galaxie.

### Q0957+561 b
Q0957+561 b, est une éventuelle planète extragalactique en orbite autour du Quasar Jumeau Q0957+561.
L'exoplanète est à environ 4 millions d'années-lumière de la Terre. On sait peu de choses sur cette exoplanète,.